# Église Saint-Gorazd (Olomouc)
L'église Saint-Gorazd (en tchèque : Chrám svatého Gorazda) est une église orthodoxe d'Olomouc, en République tchèque.